# Wasserturm Frauwüllesheim

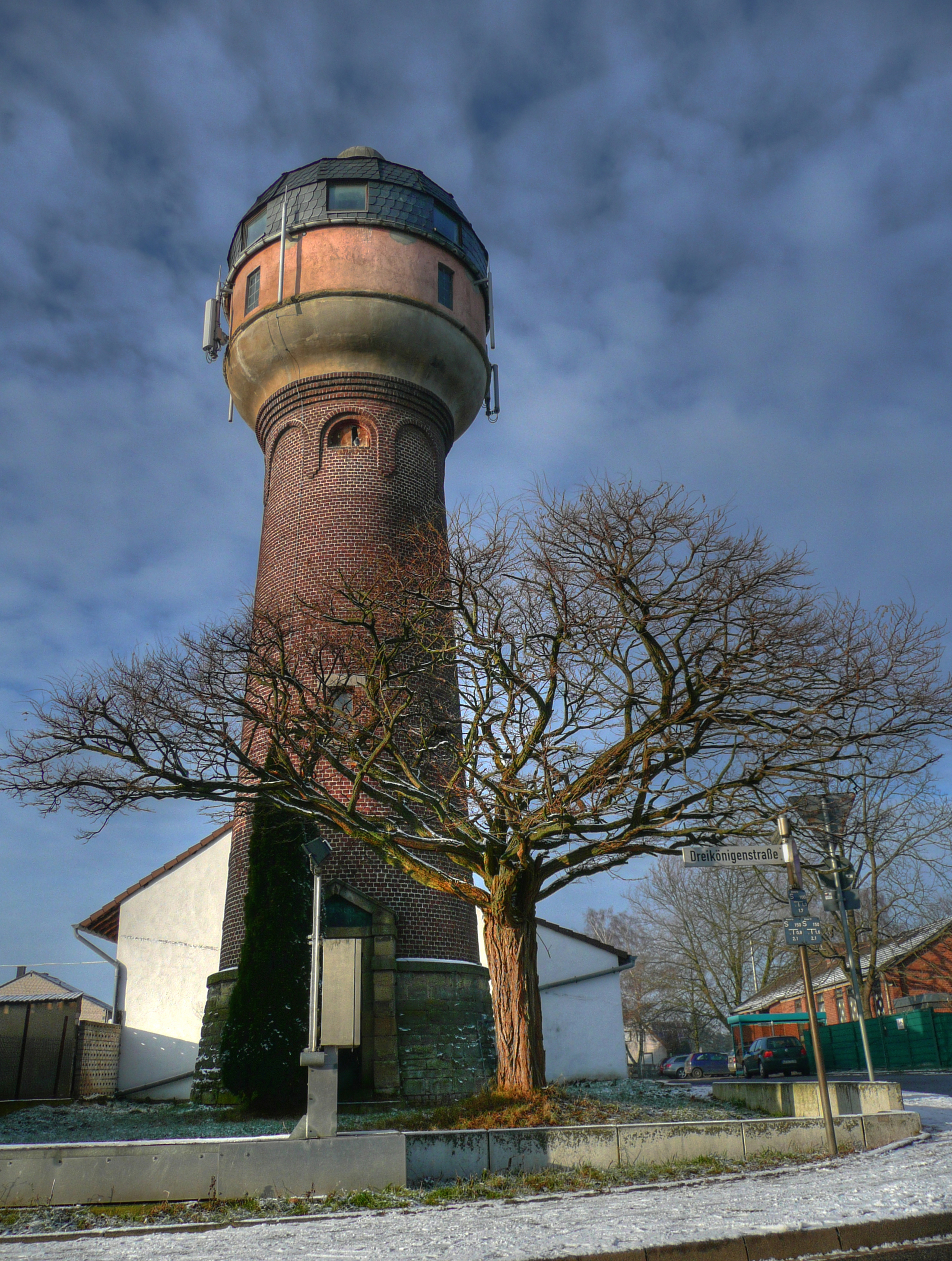
Ehemaliger Wasserturm

Der Wasserturm Frauwüllesheim steht im Nörvenicher Ortsteil Frauwüllesheim an der Ecke Dreikönigen-/Marienstraße. Er befindet sich heute in Privatbesitz.

## Geschichte
Der Wasserturm wurde 1913 auf einer Höhe von 143 m über NHN erbaut. Die Höhe des Turmes bis zum Behälterboden beträgt 15 m. Der Brunnen im Pumpengebäude (Baujahr 1912/13) war 15 m tief. Die erforderliche Elektropumpe hatte 2 PS. Der Behälter im Turm hatte ein Volumen von 60 m³. Das Bauwerk kostete damals 13.000 Mark. Es war aus Ringofensteinen, die weiß gefugt waren, errichtet. Die Bauarbeiten führte die Firma M. Tappert aus Düren aus. Der Wasserbehälter im Turm wurde von der Firma Neuman aus Eschweiler an der Inde angefertigt.
Durch Beschluss der Gemeindevertretung vom 21. August 1958 wurde das Wasserwerk Frauwüllesheim an den Wasserleitungszweckverband der Neffeltalgemeinden in Vettweiß übergeben, da die erforderlichen Aufgaben zum Anschluss von Isweiler an das Versorgungsnetz nicht erfüllt werden konnten. Rechtskräftig wurde die Übernahme aber erst zum 31. Dezember 1960. Am 10. April 1961 wurden das Pumpenhaus und der Wasserturm außer Betrieb genommen.